# Sasuntsi Davit
Sasuntsi Davit (armeniska: Սասունցի Դավիթ) är en tunnelbanestation på Jerevans tunnelbana i Armeniens huvudstad Jerevan. Den ligger i distriktet Sjengavit och är förbunden med en gångtunnel med den bredvidliggande Jerevans järnvägsstation.
Tunnelbanestationen öppnades den 26 december 1989. Den har sitt namn från statyn över nationalhjälten David av Sasun, som står staty framför järnvägsstationen. 

## Bildgalleri

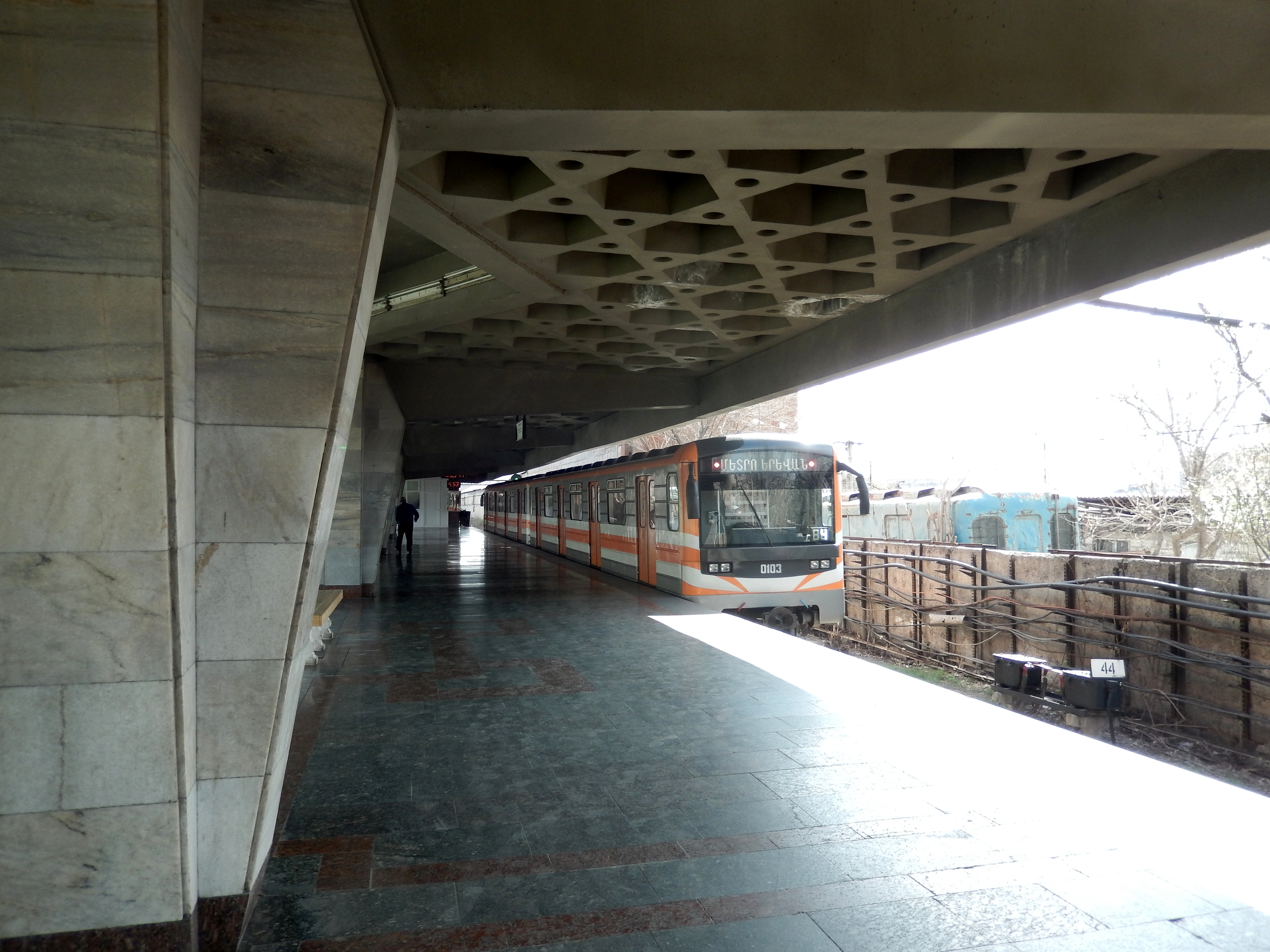
Perrongen
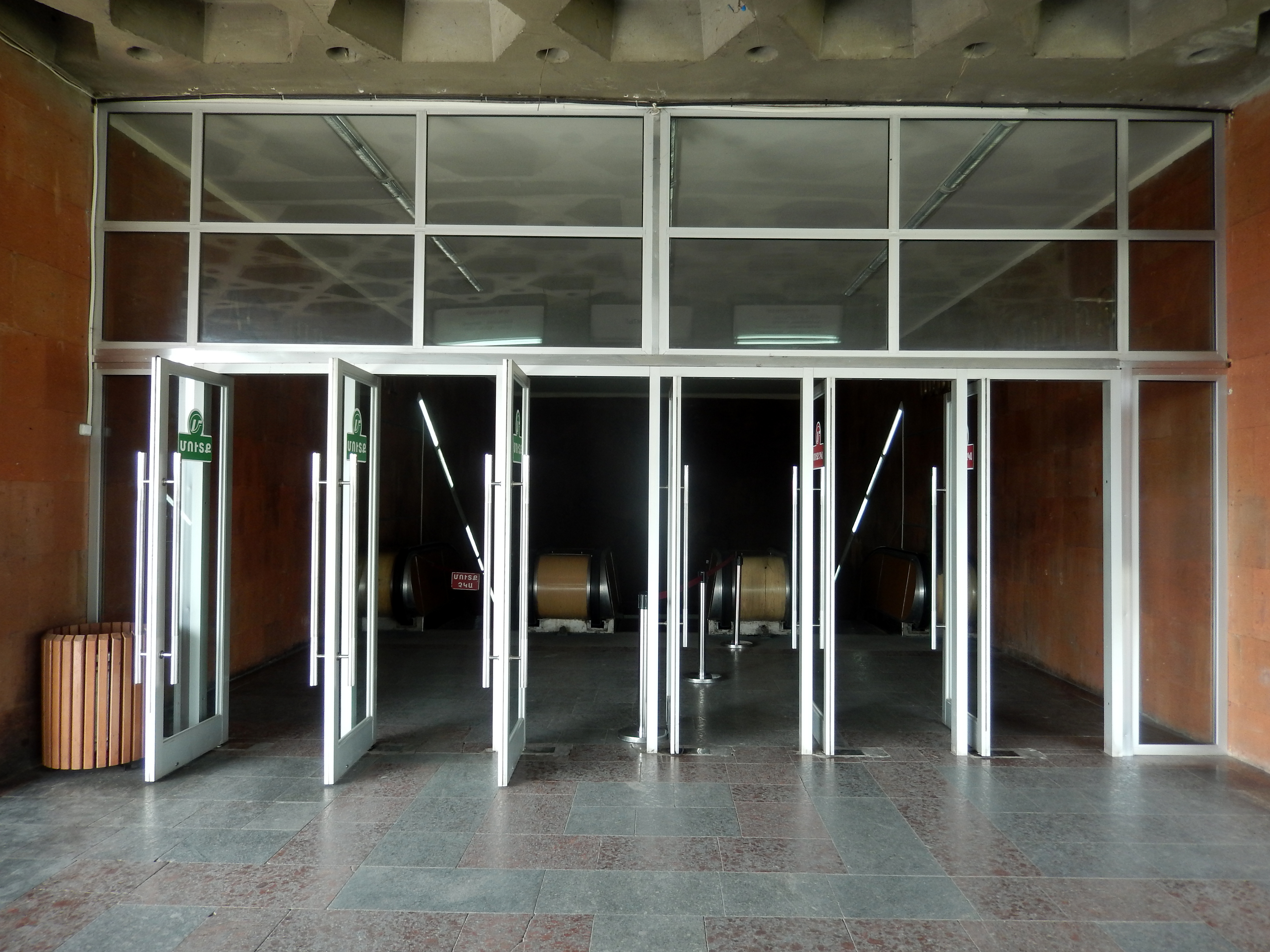
Stationsingång
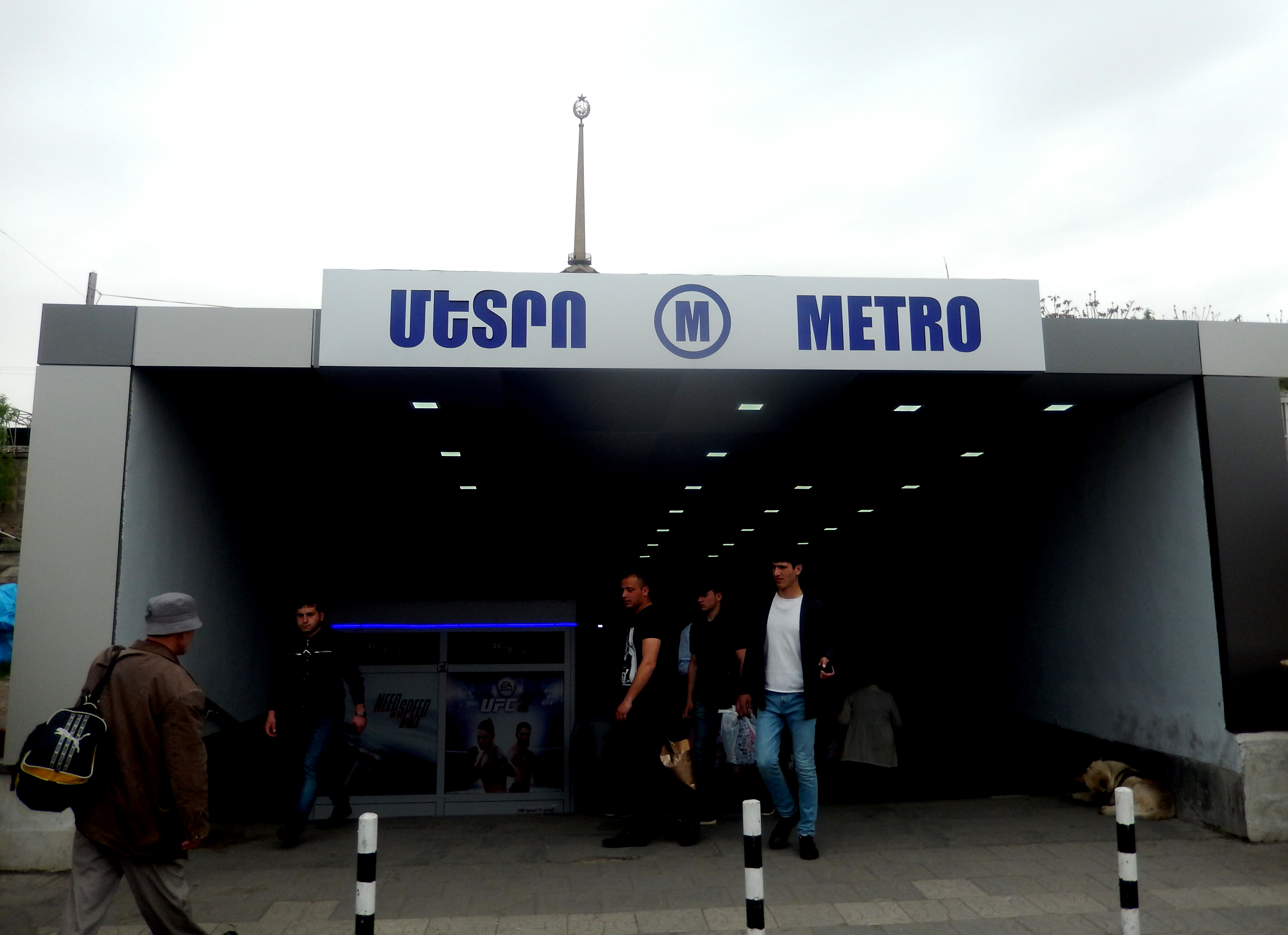
Stationsingång
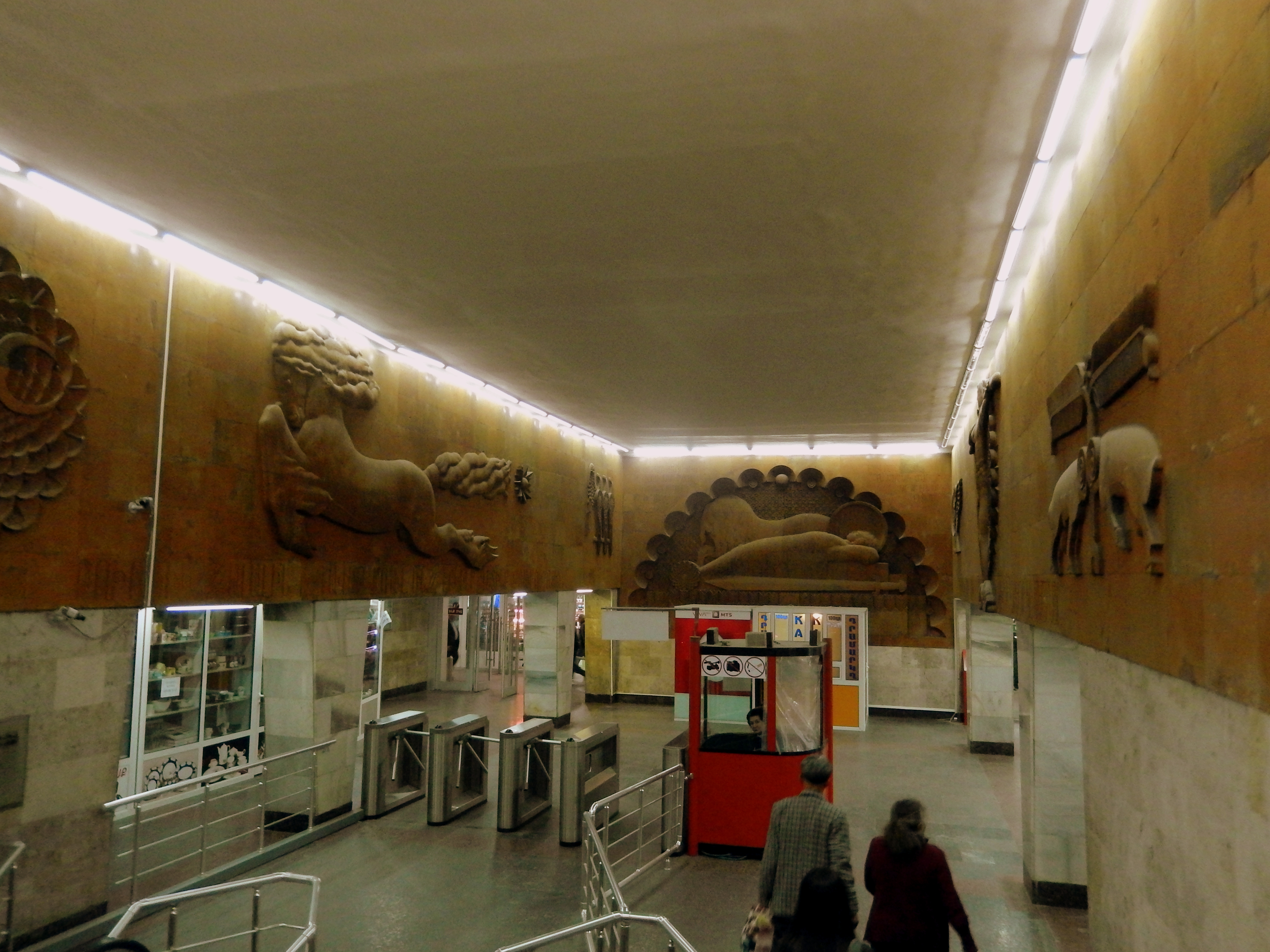
Stationshall